# Olympische Sommerspiele 1908/Teilnehmer (Italien)
| Gelbes Symbol für Goldmedaillen mit stilisierten Olympischen Ringen | Graues Symbol für Silbermedaillen mit stilisierten Olympischen Ringen | Braundes Symbol für Bronzemedaillen mit stilisierten Olympischen Ringen |
| ------------------------------------------------------------------- | --------------------------------------------------------------------- | ----------------------------------------------------------------------- |
| 2                                                                   | 2                                                                     | —                                                                       |

Italien nahm an den Olympischen Sommerspielen 1908 in London, Großbritannien, mit 67 Sportlern teil. Dabei konnten die Athleten zwei Gold- und zwei Silbermedaillen gewinnen.

## Medaillengewinner

### Olympiasieger
| Name            | Sportart | Wettkampf                   |
| --------------- | -------- | --------------------------- |
| Enrico Porro    | Ringen   | Leichtgewicht (bis 66,6 kg) |
| Alberto Braglia | Turnen   | Einzelmehrkampf             |

### Silber
| Name                                                                                          | Sportart       | Wettkampf        |
| --------------------------------------------------------------------------------------------- | -------------- | ---------------- |
| Marcello Bertinetti Sante Ceccherini Riccardo Nowak Alessandro Pirzio-Biroli Abelardo Olivier | Fechten        | Säbel Mannschaft |
| Emilio Lunghi                                                                                 | Leichtathletik | 800 m            |

## Teilnehmer nach Sportarten

### Fechten

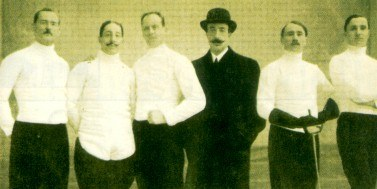
Die italienische Säbelmannschaft: Marcello Bertinetti, Sante Ceccherini, Alessandro Pirzio-Biroli, ein Offizieller, Abelardo Olivier und Riccardo Nowak

| Disziplin    | Platz        | Athlet                   | Erste Runde                | Zweite Runde              | Halbfinale                | Finale         |
| ------------ | ------------ | ------------------------ | -------------------------- | ------------------------- | ------------------------- | -------------- |
| Männer       |              |                          |                            |                           |                           |                |
| Degen Einzel | Zweite Runde | Riccardo Nowak           | 3-2 (Dritter in Gruppe L)  | 2–3 (Dritter in Gruppe 6) | nicht erreicht            | nicht erreicht |
| Degen Einzel | Zweite Runde | Giulio Cagiati           | 4-2 (Zweiter in Gruppe F)  | 1–2 (Dritter in Gruppe 8) | nicht erreicht            | nicht erreicht |
| Degen Einzel | Zweite Runde | Pietro Speciale          | 3-3 (Dritter in Gruppe B)  | 1–3 Vierter in Gruppe 3)  | nicht erreicht            | nicht erreicht |
| Degen Einzel | Zweite Runde | Marcello Bertinetti      | 3-1 (Erster in Gruppe K)   | 1–3 (Vierter in Gruppe 5) | nicht erreicht            | nicht erreicht |
| Degen Einzel | Erste Runde  | Dino Diana               | 4-4 (Vierter in Gruppe D)  | nicht erreicht            | nicht erreicht            | nicht erreicht |
| Degen Einzel | Erste Runde  | Sante Ceccherini         | 4-4 (Vierter in Gruppe E)  | nicht erreicht            | nicht erreicht            | nicht erreicht |
| Degen Einzel | Erste Runde  | Giuseppe Mangiarotti     | 5-3 (Vierter in Gruppe I)  | nicht erreicht            | nicht erreicht            | nicht erreicht |
| Degen Einzel | Erste Runde  | Pietro Sarzano           | 2–4 (Vierter in Gruppe J)  | nicht erreicht            | nicht erreicht            | nicht erreicht |
| Degen Einzel | Erste Runde  | Alessandro Pirzio Biroli | 3–4 (Fünfter in Gruppe H)  | nicht erreicht            | nicht erreicht            | nicht erreicht |
| Säbel Einzel | Halbfinalist | Marcello Bertinetti      | 4-1 (Erster in Gruppe H)   | 4-0 (Erster in Gruppe 7)  | 3–4 (Fünfter in Gruppe 1) | nicht erreicht |
| Säbel Einzel | Halbfinalist | Sante Ceccherini         | 4-1 (2nd in Gruppe G)      | 3-1 (2nd in Gruppe 5)     | 0–7 (Achter in Gruppe 2)  | nicht erreicht |
| Säbel Einzel | Zweite Runde | Riccardo Nowak           | 4-2 (Zweiter in Gruppe M)  | 1–3 (Vierter in Gruppe 3) | nicht erreicht            | nicht erreicht |
| Säbel Einzel | Zweite Runde | Alessandro Pirzio Biroli | 2-1 (Erster in Gruppe E)   | 1–3 (Vierter in Gruppe 7) | nicht erreicht            | nicht erreicht |
| Säbel Einzel | Erste Runde  | Dino Diana               | 2–3 (Fünfter in Gruppe C)  | nicht erreicht            | nicht erreicht            | nicht erreicht |
| Säbel Einzel | Erste Runde  | Arolodo Pinelli          | 2–3 (Fünfter in Gruppe K)  | nicht erreicht            | nicht erreicht            | nicht erreicht |
| Säbel Einzel | Erste Runde  | Pietro Sarzano           | 2–4 (Sechster in Gruppe J) | nicht erreicht            | nicht erreicht            | nicht erreicht |

| Disziplin        | Platz   | Athleten                                                                                      | Qualifikation     | Erste Runde                               | Halbfinale                                       | Finale         | Hoffnungsrunde                                     | Fechten um Platz 2                                 |
| ---------------- | ------- | --------------------------------------------------------------------------------------------- | ----------------- | ----------------------------------------- | ------------------------------------------------ | -------------- | -------------------------------------------------- | -------------------------------------------------- |
| Männer           |         |                                                                                               |                   |                                           |                                                  |                |                                                    |                                                    |
| Degen Mannschaft | Vierter | Marcello Bertinetti Giuseppe Mangiarotti Riccardo Nowak Abelardo Olivier                      | Freilos           | Besiegte Böhmen 12-7 → Halbfinale         | Verlor gegen Belgien 9-8 → Ausgeschieden Vierter | nicht erreicht | nicht qualifiziert                                 | nicht qualifiziert                                 |
| Säbel Mannschaft | Zweiter | Marcello Bertinetti Riccardo Nowak Abelardo Olivier Alessandro Pirzio-Biroli Sante Ceccherini | nicht ausgetragen | Besiegte Großbritannien 11-5 → Halbfinale | Verlor gegen Ungarn 11-5 → Hoffnungsrunde        | nicht erreicht | Besiegte Deutsches Reich 10-4 → Fechten um Platz 2 | Besiegte Böhmen kampflos gewonnen → Silbermedaille |

### Leichtathletik
| Disziplin                         | Platz        | Athlet(en)         | Vorlauf                        | Halbfinale                        | Finale            |
| --------------------------------- | ------------ | ------------------ | ------------------------------ | --------------------------------- | ----------------- |
| Männer                            |              |                    |                                |                                   |                   |
| 100 m                             | Vorläufe     | Gaspare Torretta   | 12,0 s Zweiter, 16. Vorlauf    | nicht erreicht                    | nicht erreicht    |
| 100 m                             | Vorläufe     | Umberto Barrozzi   | k. A. Vierter, Siebter Vorlauf | nicht erreicht                    | nicht erreicht    |
| 200 m                             | Vorläufe     | Umberto Barrozzi   | k. A. Zweiter, Achter Vorlauf  | nicht erreicht                    | nicht erreicht    |
| 200 m                             | Vorläufe     | Emilio Brambilla   | k. A. Fünfter, Elfter Vorlauf  | nicht erreicht                    | nicht erreicht    |
| 400 m                             | Vorläufe     | Roberto Penna      | k. A. Zweiter, Vierter Vorlauf | nicht erreicht                    | nicht erreicht    |
| 400 m                             | Vorläufe     | Massimo Cartasegna | k. A. Zweiter, Zehnter Vorlauf | nicht erreicht                    | nicht erreicht    |
| 400 m                             | Vorläufe     | Giuseppe Tarella   | k. A. Dritter, Elfter Vorlauf  | nicht erreicht                    | nicht erreicht    |
| 800 m                             | Zweiter      | Emilio Lunghi      | nicht ausgetragen              | 1:57,2 Erster, Viertes Halbfinale | 1:54,2            |
| 1500 m                            | Halbfinalist | Emilio Lunghi      | nicht ausgetragen              | k. A. Zweiter, Drittes Halbfinale | nicht erreicht    |
| 1500 m                            | —            | Massimo Cartasegna | nicht ausgetragen              | DNF —, Drittes Halbfinale         | nicht erreicht    |
| 3200 m Hindernis                  | Halbfinalist | Massimo Cartasegna | nicht ausgetragen              | k. A. Zweiter, Erstes Halbfinale1 | nicht erreicht    |
| 3-Meilen-Mannschaftslauf (4828 m) | —            | Pericle Pagliani   | nicht ausgetragen              | 15:22,6 5 Punkte                  | nicht ausgetragen |
| 3-Meilen-Mannschaftslauf (4828 m) | —            | Massimo Cartasegna | nicht ausgetragen              | 16:26,0 6 Punkte                  | nicht ausgetragen |
| 3-Meilen-Mannschaftslauf (4828 m) | —            | Pietri Dorando     | nicht ausgetragen              | DNF 0 Punkte                      | nicht ausgetragen |
| 3-Meilen-Mannschaftslauf (4828 m) | —            | Emilio Gionavoli   | nicht ausgetragen              | DNF 0 Punkte                      | nicht ausgetragen |
| 3-Meilen-Mannschaftslauf (4828 m) | —            | Emilio Lunghi      | nicht ausgetragen              | DNF 0 Punkte                      | nicht ausgetragen |
| 5 Meilen (8047 m)                 | Halbfinalist | Pericle Pagliani   | nicht ausgetragen              | k. A. Dritter, Zweites Halbfinale | nicht erreicht    |
| Marathon                          | —            | Pietri Dorando     | nicht ausgetragen              | nicht ausgetragen                 | DSQ               |
| Marathon                          | —            | Umberto Blasi      | nicht ausgetragen              | nicht ausgetragen                 | DNF               |
| Marathon                          | —            | Augusto Cocca      | nicht ausgetragen              | nicht ausgetragen                 | DNF               |
| Disziplin                         | Platz        | Athlet(en)         |                                |                                   | Distanz           |
| Männer                            |              |                    |                                |                                   |                   |
| Diskuswurf (freier Stil)          | Zwölfter-42. | Umberto Avattaneo  | nicht ausgetragen              | nicht ausgetragen                 | k. A.             |
| Diskuswurf (griechischer Stil)    | Zehnter      | Umberto Avattaneo  | nicht ausgetragen              | nicht ausgetragen                 | 29,15 m           |
| Speerwurf (freier Stil)           | Zehnter-33   | Emilio Brambilla   | nicht ausgetragen              | nicht ausgetragen                 | k. A.             |

### Radsport
| Disziplin | Platz        | Athlet(en)          | Vorlauf           | Halbfinale                         | Finale         |
| --------- | ------------ | ------------------- | ----------------- | ---------------------------------- | -------------- |
| Männer    |              |                     |                   |                                    |                |
| 5 km      | Halbfinalist | Guglielmo Malatesta | nicht ausgetragen | k. A. Dritter, Erstes Halbfinale   | nicht erreicht |
| 5 km      | Halbfinalist | Cesare Zanzottera   | nicht ausgetragen | k. A. Dritter, Fünftes Halbfinale  | nicht erreicht |
| 5 km      | Halbfinalist | Guglielmo Morisetti | nicht ausgetragen | k. A. Dritter, Sechstes Halbfinale | nicht erreicht |
| 20 km     | Halbfinalist | Guglielmo Morisetti | nicht ausgetragen | k. A. Vierter, Sechstes Halbfinale | nicht erreicht |
| 100 km    | —            | Cesare Zanzottera   | nicht ausgetragen | DNF —, Zweites Halbfinale          | nicht erreicht |
| 100 km    | —            | Guglielmo Malatesta | nicht ausgetragen | DNF —, Zweites Halbfinale          | nicht erreicht |
| 100 km    | —            | Battista Parini     | nicht ausgetragen | DNF —, Zweites Halbfinale          | nicht erreicht |

### Ringen
| Disziplin                   | Platz         | Athlet       | Erste Runde | Achtelfinale   | Viertelfinale      | Halbfinale       | Finale Kampf um Platz 3 |
| --------------------------- | ------------- | ------------ | ----------- | -------------- | ------------------ | ---------------- | ----------------------- |
| Männer                      |               |              |             |                |                    |                  |                         |
| Leichtgewicht (bis 66,6 kg) | Olympiasieger | Enrico Porro | Freilos     | Besiegte Téger | Besiegte Malmström | Besiegte Persson | Besiegte Orlov          |

### Rudern
| Disziplin | Platz   | Athleten      | Erste Runde | Viertelfinale                        | Halbfinale     | Finale         |
| --------- | ------- | ------------- | ----------- | ------------------------------------ | -------------- | -------------- |
| Männer    |         |               |             |                                      |                |                |
| Einer     | Fünfter | Gino Ciabatti | Freilos     | k. A. Zweiter, Zweites Viertelfinale | nicht erreicht | nicht erreicht |

### Schwimmen
| Disziplin       | Platz    | Athlet(en)       | Vorläufe                        | Halbfinale     | Finale         |
| --------------- | -------- | ---------------- | ------------------------------- | -------------- | -------------- |
| Männer          |          |                  |                                 |                |                |
| 100 m Freistil  | Vorläufe | Davide Baiardo   | k. A. 3–6, Erster Vorlauf       | nicht erreicht | nicht erreicht |
| 400 m Freistil  | Vorläufe | Mario Massa      | k. A. Dritter, Sechster Vorlauf | nicht erreicht | nicht erreicht |
| 400 m Freistil  | —        | Davide Baiardo   | DNF —, Vierter Vorlauf          | nicht erreicht | nicht erreicht |
| 1500 m Freistil | Vorläufe | Oreste Muzzi     | 28:52,6 Dritter, Erster Vorlauf | nicht erreicht | nicht erreicht |
| 100 m Rücken    | Vorläufe | Amilcare Beretta | k. A. Dritter, Vierter Vorlauf  | nicht erreicht | nicht erreicht |
| 200 m Brust     | Vorläufe | Amilcare Beretta | k. A. Vierter, Vierter Vorlauf  | nicht erreicht | nicht erreicht |

### Turnen
| Disziplin       | Platz         | Athlet          | Punkte |
| --------------- | ------------- | --------------- | ------ |
| Männer          |               |                 |        |
| Einzelmehrkampf | Olympiasieger | Alberto Braglia | 317    |
| Einzelmehrkampf | 20.           | Guido Romano    | k. A.  |
| Einzelmehrkampf | 21.–94.       | Otello Capitani | k. A.  |

| Disziplin            | Platz    | Athleten | Punkte |
| -------------------- | -------- | --- | ------ |
| Männer               |          | |        |
| Mannschaftsmehrkampf | Sechster | Alfredo Accorsi, Nemo Agodi, Umberto Agliorini, Adriano Andreani, Vincenzo Blo, Flaminio Bottoni, Bruto Buozzi, Giovanni Bonati, Pietro Borsetti, Adamo Bozzani, Gastone Calabresi, Carlo Celada, Tito Collevati, Antonio Cotichini, Guido Cristofori, Stanislao Di Chiara, Giovanni Gasperini, Amedeo Marchi, Carlo Marchiandi, Ettore Massari, Roberto Nardini, Gaetano Preti, Decio Pavani, Gino Ravenna, Massimo Ridolfi, Gustavo Taddia, Giannetto Termanini, Ugo Savonuzzi, Gioacchino Vaccari | 316    |

### Wasserspringen
| Disziplin     | Platz | Athlet         | Vorrundengruppen                    | Halbfinale     | Finale         |
| ------------- | ----- | -------------- | ----------------------------------- | -------------- | -------------- |
| Männer        |       |                |                                     |                |                |
| Kunstspringen | 19.   | Carlo Bonfanti | 65,80 Punkte Vierter, Vierte Gruppe | nicht erreicht | nicht erreicht |